# Domenico Fetti
Domenico Fetti (también escrito Feti, h. 1589 – 4 de abril de 1623) fue un pintor barroco italiano, activo principalmente en Roma, Mantua y Venecia.

## Biografía
Nació en Roma. Era hijo de un pintor poco conocido, Pietro Fetti. Se dice que Domenico aprendió en primer lugar con Ludovico Cigoli, o su alumno Andrea Commodi en Roma desde alrededor de 1604 hasta 1613. Durante este periodo de formación en Roma, conoció la obra de Adam Elsheimer, encontrándose ecos de la misma en algunos trabajos de Fetti, como en el paisaje de la Huida a Egipto que se conserva en Viena; en esta obra se aprecia también la influencia de Tintoretto y de Veronés. También recibió la influencia de Saraceni y, en general, de los caravagistas romanos. No obstante, trató la luz de manera más difusa. En Roma lo protegió el cardenal Fernando Gonzaga.
En 1612, al morir el duque Francisco IV Gonzaga sin hijos, lo sucedió su hermano, el cardenal, como Fernando I Gonzaga. Entonces mandó llamar a Mantua a su protegido, Domenico Fetti. Este trabajó allí desde 1613 hasta alrededor de 1621-22. Fue nombrado pintor de la corte en 1614. Conoció la extensa colección de pinturas mantuana, de la que prefirió la obra de Rubens. De este pintor destacó su rico cromatismo, el que no sólo fuera un gran pintor barroco, sino también el seguidor de la escuela veneciana. Aquí pintó una serie de frescos monumentales, tanto para la catedral como para el Palacio Ducal. En este último pintó la Multiplicación de los panes y los peces. El duque le nombró inspector de la galería ducal, y en 1621 viaja a Venecia para adquirir cuadros.
Al año siguiente, debido a algunas peleas con destacados mantuanos, Fetti volvió a Venecia, esta vez para quedarse a vivir. Durante las primeras décadas del siglo XVII, Venecia seguía cultivando los estilos manieristas representados por Palma el Joven y los sucesores de Tintoretto y Veronés. Llegaron entonces tres «extranjeros», Fetti y sus contemporáneos, más jóvenes, Bernardo Strozzi y Jan Lys, en los años 1620 y 1630, quienes trajeron consigo las primeras influencias del estilo barroco romano. Adoptaron parte del rico cromatismo de Venecia, pero lo adaptaron al realismo y monumentalidad de influencia caravagista. Se considera, por lo tanto, que Fetti fue uno de los primeros pintores que llevó las innovaciones romanas del siglo XVII a la Italia septentrional.
En Venecia, Fetti cambió su estilo, y su estilo formal se hizo más pictórico y colorido. Además, se dedicó a pequeñas piezas de caballete que adaptan la imaginería de los trabajos de género a la temática religiosa; son en definitiva escenas costumbristas del gusto de los pintores nórdicos que pueden llegar a recordar en las más dramáticas y realistas, a la obra de un Brueghel, aunque traten temas religiosas. Ejemplo de ello son sus famosas y numerosas Parábolas, pequeños cuadros que representan escenas del Nuevo Testamento. Muchas se conservan en la Gemäldegalerie Alte Meister de Dresde. Son pequeñas obras maestras que recuerdan a Bassano y a Veronés en lo que se refiere al frío cromatismo..
Fetti pintaba con pincelada generosa, ligera, nerviosa. Su cromatismo es rico y luminoso. Parece que su estilo fue influido por  Rubens. Habría seguido obteniendo patrones en Venecia, si no hubiera muerto allí el 4 de abril de 1623, como consecuencia de unas fiebres malignas; Baglione señala que fueron efectos «de ciertos desarreglos». Jan Lys, ocho años menor que él, pero que llegó a Venecia prácticamente a la vez que él, murió durante la plaga de 1629-30. Posteriormente, el estilo de Fetti influiría en los venecianos Pietro della Vecchia y Sebastiano Mazzone. Su tratamiento de la luz preludia a Guardi. Por lo que se refiere a sus Parábolas, se consideran un anticipo de lo que serán los Bambochantes.

## Obras
- Huida a Egipto, Museo de Historia del Arte de Viena

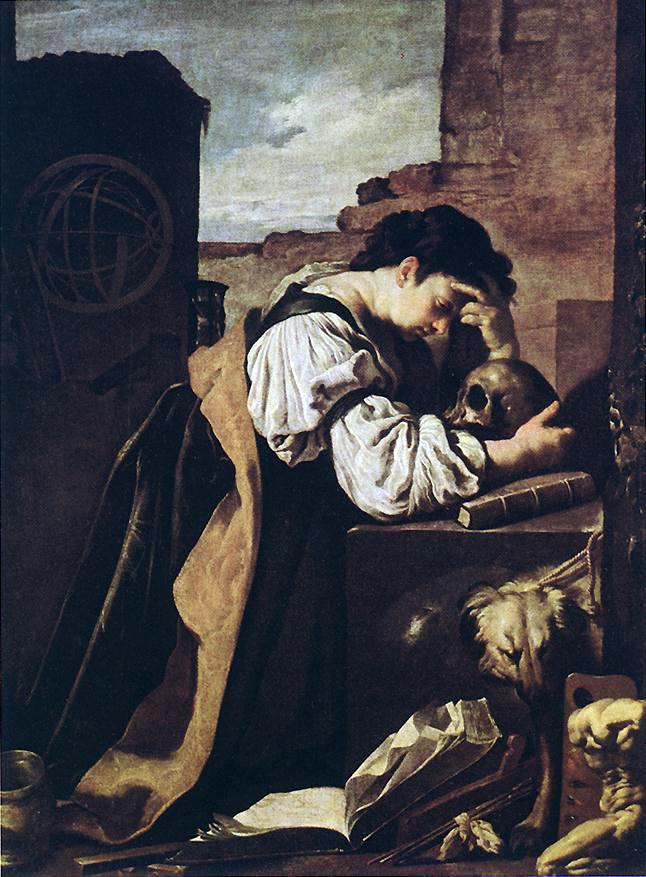
La Melancolía, h. 1620, óleo sobre lienzo, 168 x 128 cm, Museo del Louvre, París.

- El buen samaritano (atribuido, Museo Metropolitano de Arte de Nueva York), hay otra copia de esta obra atribuida a su taller en el museo Museo Thyssen-Bornemisza, Madrid
- Magdalena penitente, h. 1618, Museo de Arte Sacro El Tesoro de La Concepción, La Orotava
- Obras en el Museo del Louvre
  - La Melancolía, h. 1620
  - El emperador Domiciano
  - Eva y Adán trabajando
  - Ángel en el jardín
- El sueño de Jacob (Museo de Historia del Arte, Viena)
- Parábola de los viñadores o de la viña, Gemäldegalerie Alte Meister, Dresde
- Parábola de la perla preciosa o de la perla, Museo Nelson-Atkins, Kansas City
- Parábola de la dracma perdida, inspirada en la parábola de la moneda perdida, Palacio Pitti, Florencia; Gemäldegalerie, Dresde
- Parábola de la cizaña, Museo Thyssen-Bornemisza, Madrid

- Parábola del hijo pródigo
- La parábola de los ciegos, Gemäldegalerie, Dresde; Instituto de Artes Barber, Birmingham
- Multiplicación de los panes y los peces, h. 1621, fresco, Palacio Ducal, Mantua
- David, h. 1620, Galería de la Academia, Venecia
- Andrómeda y Perseo
- Hero y Leandro
- Triunfo de Galatea, Museo de Historia del Arte, Viena

## Enlaces
- Wikimedia Commons alberga una categoría multimedia sobre Domenico Fetti.

- Datos: Q551695
- Multimedia: Domenico Fetti / Q551695